# 锡夫诺斯岛

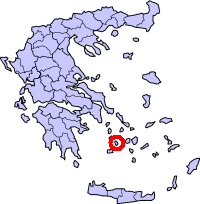
锡夫诺斯岛在希腊的位置

锡夫诺斯岛（Σίφνος / Sifnos）是爱琴海上的一个岛屿，属于基克拉泽斯群岛的一部分，米洛斯岛的北面。岛屿面积74平方公里，海岸线长70公里，居民人数约2000人。它在古代盛产金银矿石，积聚了许多财富，在德尔斐圣地有一个他们捐赠的宝库见证着这段辉煌。